# Torre de Cérvoles
La torre de Cérvoles és un edifici d'Os de Balaguer (Noguera) inclòs a l'Inventari del Patrimoni Arquitectònic de Catalunya.

## Descripció
Es conserva tan sols una alçada de torre d'uns dos metres i mig, i al nivell de terra permet determinar el perímetre total en 6 metres i mig. La part inferior, ara conservada, era massissa i els carreus exteriors no eren pas gaire grans. El morter era de guix i el reble interior era format per pedres i morter.
Potser estava destinada a vigilar alguna explotació situada en aquest indret, però el més probable és que inicialment fos una torre de guaita que permetés relacionar els diferents castells del pla.

## Història
Aquesta torre és de difícil datació, però es pot situar cronològicament en relació amb altres fortificacions frontereres realitzades cap a l'entorn de l'any 1000.